# Hainspitzer See und Park
Hainspitzer See und Park este o arie protejată (arie specială de conservare — SAC, sit de importanță comunitară — SCI) din Germania întinsă pe o suprafață de 22 ha, integral pe uscat.

## Localizare
Centrul sitului Hainspitzer See und Park este situat la coordonatele 50°57′34″N 11°50′08″E / 50.9594°N 11.8356°E.

## Înființare
Situl Hainspitzer See und Park a fost declarat sit de importanță comunitară în iunie 2004 pentru a proteja 9 specii de animale. Situl a fost protejat și ca arie specială de conservare în iulie 2008.

## Biodiversitate
Situată în ecoregiunea continentală, aria protejată conține 3 habitate naturale: Lacuri eutrofice naturale cu vegetație de tip Magnopotamion sau Hydrocharition, Fânețe de joasă altitudine (Alopecurus pratensis, Sanguisorba officinalis), Păduri de stejar și carpen Galio-Carpinetum.
La baza desemnării sitului se află mai multe specii protejate:
- păsări (6): pitulice de apă (Acrocephalus paludicola), lăcar-de-rogoz (Acrocephalus schoenobaenus), rață lingurar (Anas clypeata), Gallinula chloropus chloropus, grelușel-de-zăvoi (Locustella luscinioides), ciocănitoare verzuie (Picus canus)
- mamifere (1): liliac comun (Myotis myotis)
- nevertebrate (2): phengaris nausithous (Maculinea nausithous), Osmoderma eremita Complex

Pe lângă speciile protejate, pe teritoriul sitului au mai fost identificate 1 specie de plante, 2 specii de amfibieni, 10 specii de mamifere, 5 specii de nevertebrate, 1 specie de reptile.